# Akkol (Akmolská oblast)
Akkol (rusky Акколь, kazašsky Ақкөл) je město v Akmolské oblasti v Kazachstánu. Je to centrum Akkolského okresu. Před rokem 1997 se jmenovalo Alexejevka.
V městě je železniční stanice na trase Petropavl – Astana. Nacházejí se zde podniky železniční dopravy  a opravárenské závody. Je zde kombinát strojírenských montážních zařízení, závod na výrobu oleje a továrna na nábytek.